# Гонконгский тайфун (1908)
Гонконгский тайфун 1908 года (кит. 戊申風災) — стихийное бедствие, которое обрушилось на Британский Гонконг и близлежащие районы китайской провинции Гуандун на побережье Южно-Китайского моря в ночь с 27 на 28 июля 1908 года и унесло жизни около тысячи человек, что составило заметную часть от тогдашнего населения Коронной колонии. Число жертв значительно увеличило крушение парохода «Уинг Кинг» (англ. «SS Ying Кing»; кит. 英京號), который затонул при попытке укрыться от шторма в одной из бухт Гонконга; погибло более 420 пассажиров и членов экипажа корабля.
В понедельник 27 июля 1908 года в 20 часов 30 минут по местному времени на военно-морской базе «Тамар» прозвучал ночной сигнал Зеленый-Красный-Зеленый, указывающий на тайфун, находящийся менее чем в 300-х милях от колонии.
В 21:30 Королевская обсерватория Гонконга сообщила, что тайфун движется в направлении побережья Гонконга. Корабли, стоящие на якоре в гавани, приняли стандартные меры безопасности, а небольшие местные суда укрылись от тайфуна в заливе у Козуэй-Бей.
Начался ливень, и в 23:15 обсерватории было приказано объявить тревогу тремя ракетами с интервалом в 10 секунд, а ночной сигнал тревоги на базе ВМФ «Тамар» сменился на Красный-Зеленый-Красный, сигнализируя о наступлении урагана на Гонконг.
Пика своей силы тайфун достиг после полуночи. Анемометр используемый для измерения скорости ветра на острове Гонконг был полностью разрушен, а анемометр в Королевской обсерватории повреждён, поэтому не удалось провести точное измерение скорости ветра. Ураган обрушил деревья, повалил дымоходы, обрушил стены, чем нанёс существенный материальный ущерб. В течение следующих часов передвигаться по улицам было крайне трудно, если вообще возможно, из-за множества падающих предметов, таких как вывески, черепица, оконные стекла и разного рода мусор. Ветер оставался довольно сильным до 6:00 утра следующего дня, что не дало возможности оперативно оказывать помощь раненым, что в ряде случаев закончилось фатально. В утреннем свете стало ясно, что многие, если не все, объекты недвижимости в колонии нуждаются в ремонте.
Тайфун 1908 года часто сравнивают с тайфуном 1906 года; последний был значительно более смертоносным, хотя по величине, силе и направлению движения они были очень похожи. 
Правительство Гонконга заявило, что после тайфуна 1906 года образовался избыток средств на оказание помощи; поэтому нет необходимости собирать дополнительные средства для помощи пострадавшим. Кроме того в Гонконге были приняты дополнительные меры безопасности, включая строительство второго убежища от тайфуна в гавани коронной колонии.